# 運鈔車 (電影)
《運鈔車》（法語：Le Convoyeur）是一部2004年法國驚悚劇情片，由尼古拉斯·布克瑞夫自編自導，亞伯·杜龐帝、尚·杜賈爾登和法藍柯·波蘭德領銜主演。該片於2004年4月14日在法國上映。

## 劇情
在法國，不安且神秘的亞歷山大·德馬雷被義警裝甲卡車公司聘為保安員，每月收入1200歐元，並在附近的一家旅館住宿。他變成了與他的同事親密無間且沒有動力或觀點、偏執、沮喪和沈迷於藥物的男人。不久後，亞歷山大在此工作的意圖將被揭露。

## 演員
- 亞伯·杜龐帝（英语：Albert Dupontel）飾演亞歷山大·德馬雷（Alexandre Demarre）
- 尚·杜賈爾登飾演雅克（Jacques）
- 法藍柯·波蘭德（英语：François Berléand）飾演伯納德（Bernard）
- 克洛德·佩隆（英语：Claude Perron）飾演妮可（Nicole）
- 菲利普·洛登巴哈（英语：Philippe Laudenbach）飾演「木乃伊」（The Mummy）
- 尼古拉斯·馬里耶（英语：Nicolas Marié）飾演「老闆」（The Boss）
- 朱利安·伯斯李爾（英语：Julien Boisselier）飾演拉貝萊特（la Belette）
- 奧本·勒努瓦（英语：Alban Lenoir）飾演槍手

## 翻拍
2019年10月，盖·瑞奇宣布自編自導《運鈔車》的英語翻拍版電影《玩命鈔劫》，由傑森·史塔森主演；同年11月在洛杉磯和倫敦兩地間開拍。該片於2021年上映。

## 外部連結
- 互联网电影数据库（IMDb）上《運鈔車》的资料（英文）
- 爛番茄上《運鈔車》的資料（英文）